# Ornithomyia
Ornithomyia is een geslacht van vliegen uit de klasse van de Insecta (insecten).

## Soorten
- Ornithomyia fringillina Curtis, 1836
- Ornithomyia bequaerti Maa, 1969